# اتحاد الراين
اتحاد نهر الراين أو كونفدرالية الراين (بالألمانية: Rheinbund؛ فرنسية: ETATS confédérés دو رين، رسميا "كونفدرالية دول الراين"، ولكن في الممارسة الفلاحية دو رين) وكان اتحاد الدول العميلة للإمبراطورية الفرنسية الأولى. تشكل في البداية من 16 ولاية ألمانية بمقتضى معاهدة برسبورغ من قبل نابليون الأول بعد هزمت جيوش كل من فرانسيس الثاني امبراطور النمسا، والكسندر الأول قيصر روسيا في معركة أوسترليتز، في الواقع، أدى إلى إنشاء اتحاد نهر الراين. انها استمرت 1806-1813.
وكان أعضاء الاتحاد الأمراء الألمان (Fürsten) من الإمبراطورية الرومانية المقدسة. وانضم في وقت لاحق من قبل 19 آخرين، وكلها معا الحاكم ما مجموعه أكثر من 15 مليون الموضوعات توفير ميزة إستراتيجية هامة للإمبراطورية الفرنسية على جبهتها الشرقية.

## التأسيس
في 12 تموز 1806، بعد توقيع معاهدة اتحاد نهر الراين، 16 ولاية ألمانية في الوقت الحاضر كانت قد غادرت رسميا الإمبراطورية الرومانية المقدسة وانضمت معا في اتحاد كونفدرالي (المعاهدة يطلق عليها اتحاد الراين. كان نابليون يعمل على حمايتها وقدم فرانسيس الثاني حتى لقبه الإمبراطور وأعلن انحلال الإمبراطورية الرومانية المقدسة. في السنوات التي تلت ذلك، أكثر من 23 دولة انضمت إلى الاتحاد، فإن سلالة هابسبورغ حكموا ما تبقى من الإمبراطورية مثل النمسا، ناهيك عن الإمبراطورية الغربية في ضفة نهر الراين، وإمارة إرفورت، الذي ضمته الفرنسيين.

## الأعضاء الملكيون
يبين الجدول التالي أعضاء الاتحاد، مع تاريخ من الانضمام، بإضافة إلى عديد القوات المقدمة بين قوسين.

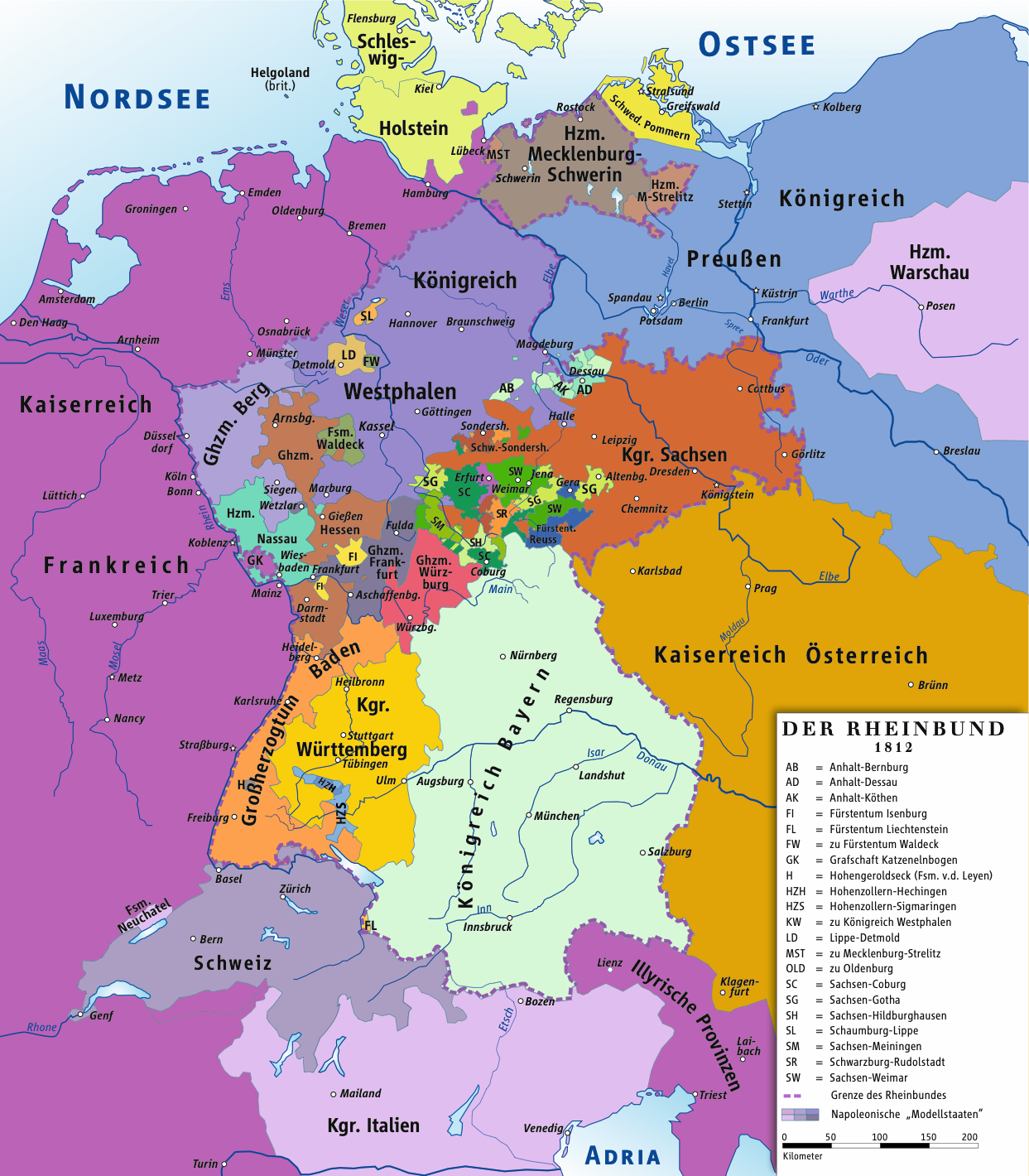
الدول الأعضاء في اتحاد الراين، 1812.

### مجمع الملوك
| العلم | المملكة                   | سنة الالتحاق | ملاحظات                                                                     |
| ----- | ------------------------- | ------------ | --------------------------------------------------------------------------- |
|       | دوقية بادن الكبرى         | 12 Jul 1806  | عضو مؤسس؛ مرغريفية سابقة (8,000)                                            |
|       | مملكة بافاريا             | 12 Jul 1806  | عضو مؤسس؛ دوقية سابقة (30,000)                                              |
|       | دوقية بيرغ الكبرى         | 12 Jul 1806  | عضو مؤسس؛ ضمت كليفه، وكلاهما دوقيتان سابقاً (5,000)                          |
|       | دوقية هسن دارمشتات الكبرى | 12 Jul 1806  | عضو مؤسس؛ لاندغريفية سابقة (4,000)                                          |
|       | إمارة ريغنسبورغ           | 12 Jul 1806  | عضو مؤسس؛ إمارة أسقفية وانتخابية سابقاً؛ بعد عام 1810 دوقية فرانكفورت الكبرى |
|       | مملكة ساكسونيا            | 11 Dec 1806  | دوقية سابقة (20,000)                                                        |
|       | مملكة فستفالن             | 15 Nov 1807  | صناعة نابليونية (25,000)                                                    |
|       | مملكة فورتمبيرغ           | 12 Jul 1806  | عضو مؤسس؛ دوقية سابقة (12,000)                                              |
|       | دوقية فورتسبورغ الكبرى    | 23 Sep 1806  | صناعة نابليونية (2,000)                                                     |

### مجمع الأمراء
| العلم | الدولة                               | سنة الالتحاق | ملاحظات                                                      |
| ----- | ------------------------------------ | ------------ | ------------------------------------------------------------ |
|       | دوقية أنهالت برنبورغ                 | 11 Apr 1807  | (700)                                                        |
|       | دوقية أنهالت دساو                    | 11 Apr 1807  | (700)                                                        |
|       | دوقية أنهالت كوتن                    | 11 Apr 1807  | (700)                                                        |
|       | دوقية أرنبيرغ                        | 12 Jul 1806  | عضو مؤسس؛ ضـُمت في 13 ديسمبر 1810 (4000)                      |
|       | إمارة هوهنتسولرن هيشنغن              | 12 Jul 1806  | عضو مؤسس (4000)                                              |
|       | إمارة هوهنتسولرن زيغمارينغن          | 12 Jul 1806  | عضو مؤسس (4000)                                              |
|       | إمارة إيزنبورغ بيرشتاين              | 12 Jul 1806  | عضو مؤسس (4000)                                              |
|       | إمارة لاين                           | 12 Jul 1806  | عضو مؤسس؛ كونتية سابقة (4000)                                |
|       | إمارة ليشتنشتاين                     | 12 Jul 1806  | عضو مؤسس (4000)                                              |
|       | إمارة ليبه دتمولد                    | 11 Apr 1807  | (650)                                                        |
|       | دوقية مكلنبورغ شفيرين                | 22 Mar 1808  | (1900)                                                       |
|       | دوقية مكلنبورغ ستريليتس              | 18 Feb 1808  | (400)                                                        |
|       | دوقية نساو (أوزينغن وفايلبورغ)       | 12 Jul 1806* | اتحاد نساو أوزينغن و، كلاهما عضوان مؤسسان (4000 من كل واحدة) |
|       | دوقية أولدنبورغ                      | 14 Oct 1808  | ضمتها فرنسا في 13 ديسمبر 1810 (800)                          |
|       | إمارة رويس إبرسدورف                  | 11 Apr 1807  | (400)                                                        |
|       | إمارة رويس غرايتس                    | 11 Apr 1807  | (400)                                                        |
|       | إمارة رويس لوبنشتاين                 | 11 Apr 1807  | (400)                                                        |
|       | إمارة رويس شلايتس                    | 11 Apr 1807  | (400)                                                        |
|       | إمارة زالم (زالم-زالم وزالم-كيربورغ) | 25 Jul 1806  | عضو مؤسس؛ ضمتها فرنسا في 13 ديسمبر 1810 (4000)               |
|       | دوقية ساكسونيا كوبورغ                | 15 Dec 1806  | (الدوقيات الساكسونية المجموع 2000)                           |
|       | دوقية ساكسونيا غوتا                  | 15 Dec 1806  | (الدوقيات الساكسونية المجموع 2000)                           |
|       | دوقية ساكسونيا هيدلبورغهاوزن         | 15 Dec 1806  | (الدوقيات الساكسونية المجموع 2000)                           |
|       | دوقية ساكسونيا مايننغن               | 15 Dec 1806  | (الدوقيات الساكسونية المجموع 2000)                           |
|       | دوقية ساكسونيا فايمر                 | 15 Dec 1806  | (الدوقيات الساكسونية المجموع 2000)                           |
|       | إمارة شاومبورغ ليبه                  | 11 Apr 1807  | (650)                                                        |
|       | إمارة شفارتسبورغ رودولشتات           | 11 Apr 1807  | (650)                                                        |
|       | إمارة شفارتسبورغ سوندرسهاوزن         | 11 Apr 1807  | (650)                                                        |
|       | إمارة فالدك                          | 11 Apr 1807  | (400)                                                        |

## النهاية
عمل حلفاء التحالف السادسة المعارضة لنابليون على حل اتحاد الراين في الرابع من نوفمبر عام 1813. بعد زوال ذلك النظام، كانت المحاولة الوحيدة في التنسيق السياسي في ألمانيا حتى قيام يوم 8 يونيو 1815 من الاتحاد الألماني وهيئة تسمى الإدارة المركزية والمجلس من رئيسه فريدريش كارل هاينريش اوند فوم شتاين (1757-1831). حُل في 20 حزيران 1815.